# Мия (река)
Мия (яп. 宮川 миякава) — река в Японии на острове Хонсю. Протекает по территории префектуры Миэ.
Длина реки составляет 91 км, на территории её бассейна (920 км²) проживает около 140 тыс. человек. Согласно японской классификации, Мия является рекой первого класса.
Исток реки находится под горой Хидегадаке (日出ヶ岳, высотой 1695 м) на границе префектур Миэ и Нара, на территории посёлка Одай. Мия протекает через ущелье Осуги (大杉渓谷), течёт на восток среди гор и выходит на равнину Исе. Недалеко от устья от неё отделяется рукав Оминато (яп. 大湊川), после чего оба рукава впадают в залив Исе Тихого океана.
Около 88 % бассейна реки занимает природная растительность, около 8 % — сельскохозяйственные земли, около 4 % застроено.
Бассейн реки дождливый — среднегодовая норма осадков в верховьях реки составляет около 3400 мм в год(у истоков — свыше 4000 мм в год), а в низовьях около 2000—2500 мм в год; средняя температура составляет 15°С.
В XX и XXI веках наибольший ущерб нанесли наводнения 1959, 1974, 1982, 2004, 2011 и 2017 годов. Во время наводнения 1974 года пострадало 14149 домов, в 1982 году — 2527, в 2017 году — 1845.